# Lemberang
Lemberang is een bestuurslaag in het regentschap Banyumas van de provincie Midden-Java, Indonesië. Lemberang telt 2860 inwoners (volkstelling 2010).